# Hochmoorgelbling
Der Hochmoorgelbling oder Zitronengelbe Heufalter (Colias palaeno) ist ein Schmetterling aus der Familie der Weißlinge (Pieridae) in der Unterfamilie der Gelblinge. Er kommt in den gemäßigten und subarktischen Zonen Europas, Asiens und Nordamerikas vor. Palaeno ist der Name einer Nymphe, die anmutig in Mooren und Wiesen tanzt und spielt.

## Merkmale

### Imagines
Der Hochmoorgelbling hat eine Flügelspannweite von 50–56 Millimetern. Die Flügeloberseiten der Männchen sind weißlich, schwach gelb gefärbt mit einem dunklen, scharf begrenzten Rand, der nicht bestäubt ist und roten Flügelfransen. Der dunkle Rand ist auf den Hinterflügeln schmaler. Ein kleiner dunkler Fleck sitzt am Rand der Diskoidalquerader der Zelle auf dem Vorderflügel. Die Unterseite der Vorderflügel ist gelblich, die der Hinterflügel ist graugrün bestäubt und zum Rand hin gelblich. Die Hinterflügel haben einen kleinen, dunkel umrandeten weißen Fleck in der Zelle. Die Flügel reflektieren kein ultraviolettes Licht.
Das Weibchen ist weiß, manchmal auch gelb und der dunkle Rand auf der Flügeloberseite ist weniger scharf begrenzt und ähnelt sonst dem Männchen. Die Tiere werden mit der Verbreitung nach Norden weißer.
In Skandinavien ist der Hochmoorgelbling variabler als in Mitteleuropa und teilweise mehr goldgelb als blond, teilweise auch deutlich blasser und im hohen Norden kleiner.

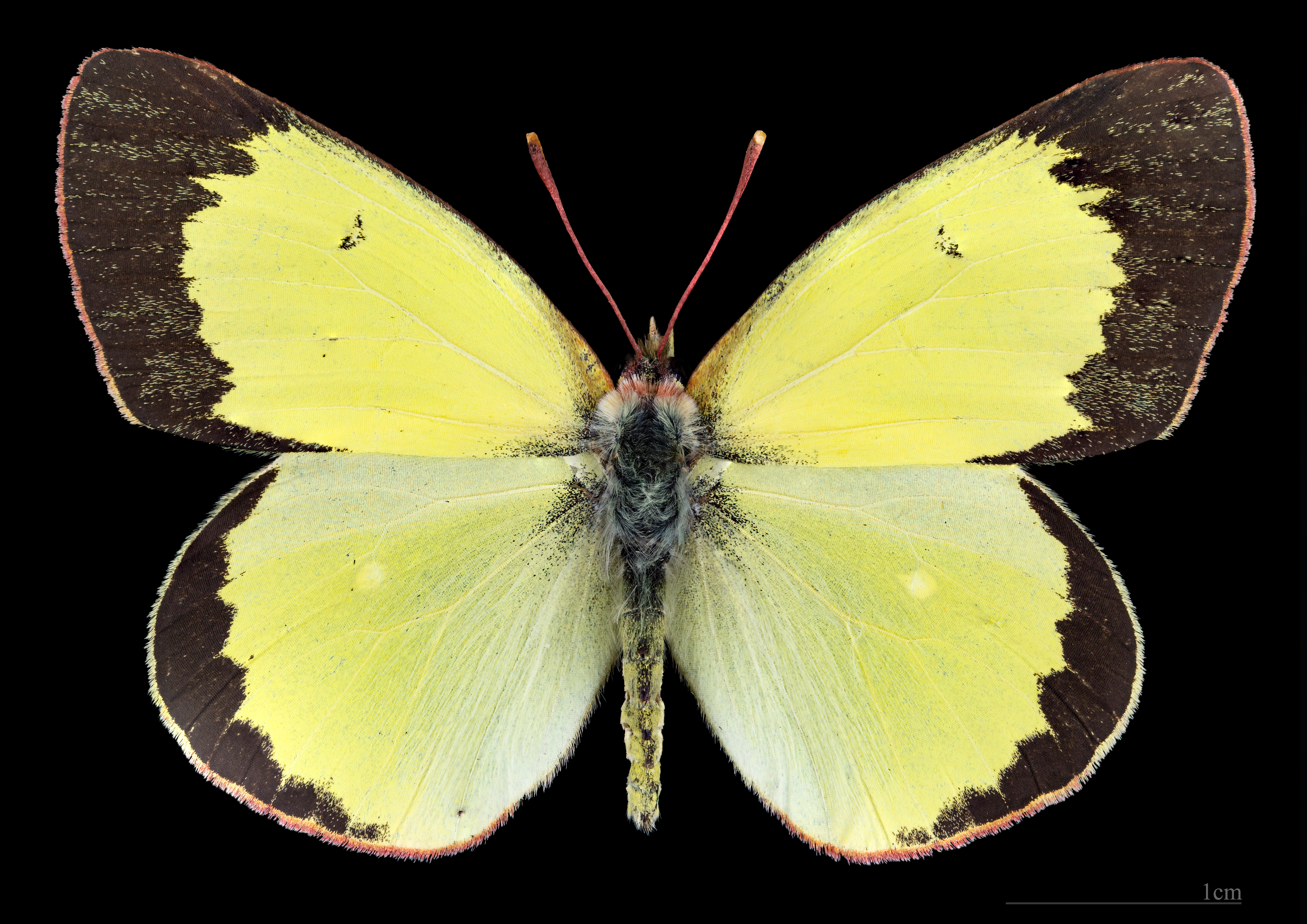
Colias palaeno ♂
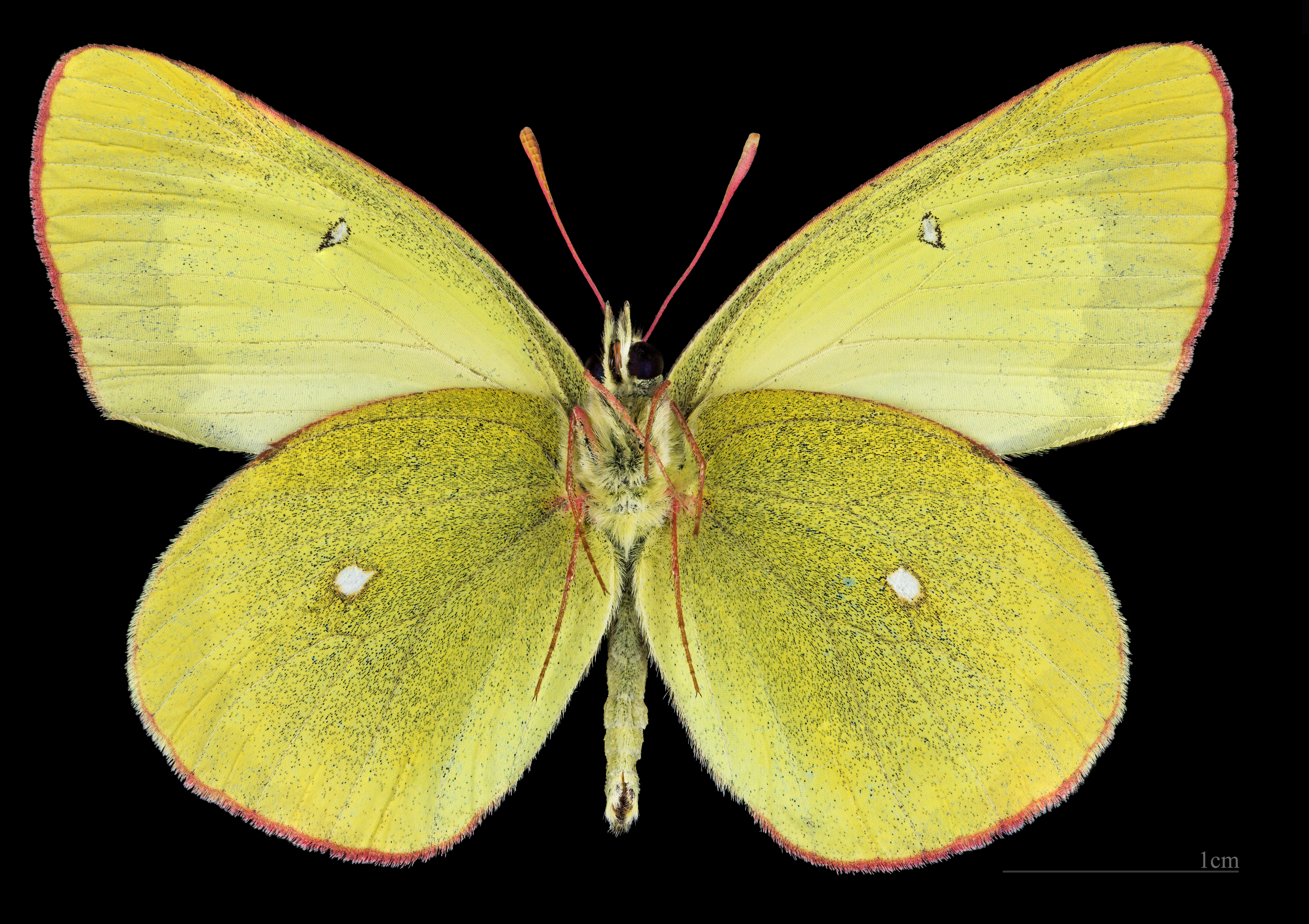
Colias palaeno ♂   △

### Präimaginalstadien
Die Eier sind anfangs gelb, sie werden später rot und kurz vor dem Schlupf der Raupen dunkelblaugrau. Die junge Raupe ist bräunlich gefärbt und hat einen dunklen Kopf. Im späteren Stadium ist sie grün mit einem kräftigen, gelben Seitenstreifen und kurzen schwarzen Haaren. Die Raupe verpuppt sich normalerweise an einem Zweig an der Futterpflanze in einer grünen Gürtelpuppe.

### Ähnliche Arten
- Goldene Acht (Colias hyale (Linnaeus, 1758))
- Hufeisenklee-Gelbling (Colias alfacariensis Ribbe, 1905)
- Hellorangegrüner Heufalter (Colias chrysotheme (Esper, 1781))
- Colias erate (Esper, 1805)
- Colias interior Scudder, 1862 (Nordamerika)

## Vorkommen

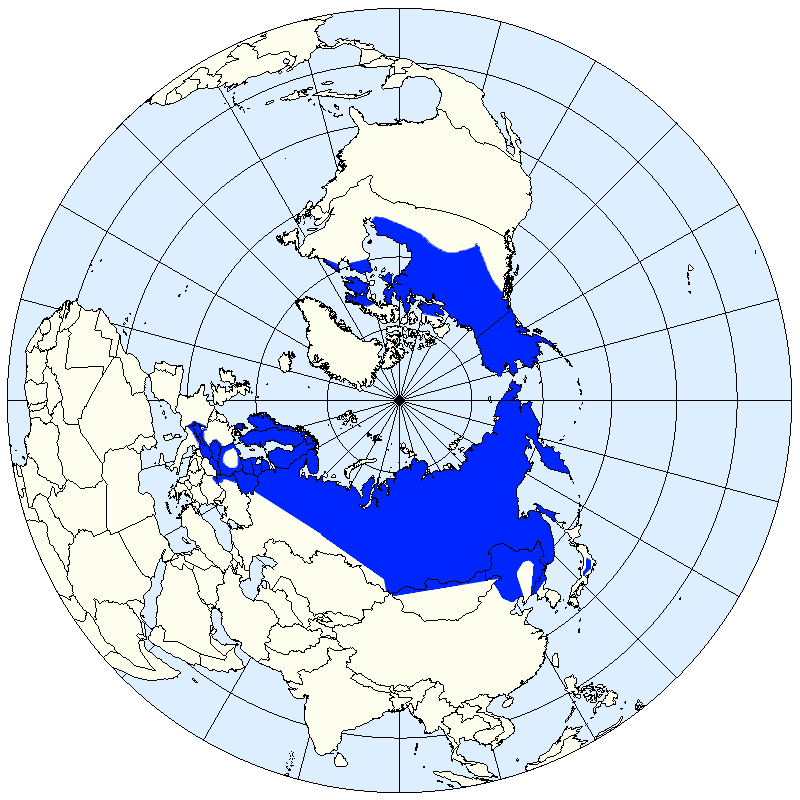
Verbreitungsgebiet des Hoochmoorgelblings

Der Hochmoorgelbling ist in Hochmooren und sonstigen feuchten Gebieten mit der Futterpflanze der Raupe anzutreffen.
Das ist in Europa im Jura, in den Vogesen, im Schwarzwald, in Oberschwaben, im Westallgäuer Hügelland, im nördlichen Alpenvorland, im Bayerischen- und im angrenzenden Böhmerwald. In der Schweiz in den Zentral- und Südalpen, in Österreich, der Tschechischen Republik, in Polen außer Zentralpolen, der Slowakei, den Karpaten in Rumänien, Belarus und in den baltischen Staaten, Skandinavien, Dänemark, Russland durch Sibirien bis zum Amur und Sachalin, Nordkorea, Nordost-China und Mittel-Japan.
In Nordamerika kommt der Hochmoorgelbling vom Westen Alaskas über die kanadischen Provinzen Yukon, Nordwest-Territorien und Nunavut bis zur Hudson Bay vor. Nach Norden reicht die Verbreitung bis zur Victoria-Insel. Östlich der Hudson Bay im Süden der zu Nunavut gehörenden Baffininsel und am gegenüberliegenden Festland im nördlichen Québec und Neufundland. Nach Süden erstreckt sich das Vorkommen in den nördlichen bis zentralen Teil der Provinzen British Columbia, Alberta, Saskatchewan, Manitoba und Ontario, wobei im Westen Albertas und in Ontario die südlichste Verbreitung erreicht wird.

## Lebensraum
Die Raupe des Hochmoorgelblings lebt nur an der Rauschbeere (Vaccinium uliginosum) und ist damit an Lebensräume gebunden, in der die Pflanze wächst. In Nordamerika könnte sie auch noch an Vaccinium cespitosum fressen. Die Falter benötigen viel Nektar und brauchen daher blütenreiche Biotope in der Nähe. Sie entfernen sich selten deutlich mehr als einen Kilometer von ihrem Lebensraum, es wurden aber schon Distanzen von über sechs Kilometern beobachtet.
Geeignete Lebensräume sind in Mitteleuropa Übergangsmoore, Moorränder, Hochmoore mit Moorkiefern, einer Unterart der Bergkiefer und lichte Moorkiefer-Wälder mit blütenreichen Berg- oder Streuobstwiesen in der Nähe, da es in den Mooren selbst fast keine Blüten gibt. In Mittelskandinavien kamen die Falter zu Linnés Zeiten auch in Wäldern, in denen die Rauschbeere wächst, vor.

## Lebensweise
Die Männchen fliegen die Moore und die Umgebung bei Sonne auf der Suche nach Weibchen nahezu ununterbrochen ab, die etwa eine Woche nach den Männchen schlüpfen.
Dabei werden oft Geländemarkierungen abgeflogen und Hindernisse wie hohe Baumgruppen vermieden. Trifft ein Männchen auf ein Weibchen, so umkreisen sie einander und steigen bis zu 30 Meter auf. Gegen Ende kehren sie zum Boden zurück und das Männchen drückt das Weibchen durch häufiges Anstoßen immer tiefer bis anschließend die Kopulation in der Vegetation erfolgt.
Die Weibchen legen an feuchten und besonnten Stellen mit bevorzugt lichten Beständen der Rauschbeere ihre Eier einzeln auf den Blattoberseiten ab. Die Raupen schlüpfen meist nach etwa ein bis zwei Wochen, je nach Witterung auch erst nach vier Wochen. Nach dem Schlüpfen spinnt sich die Raupe Haltefäden an das Blatt und beginnt mit einem Fensterfraß nahe der Blattspitze, bei dem nur die Epidermis abgenagt wird. Die jungen Raupen überwintern nach der zweiten Häutung an der Pflanze und beginnen im folgenden Jahr wieder zu fressen, wenn die Pflanzen austreiben. Jetzt werden die Blattknospen und dann die Blätter gefressen und nicht mehr nur die Epidermis. Ende Mai bis Anfang Juni erfolgt in Mitteleuropa die Verpuppung.

### Flug- und Raupenzeiten
Der Falter fliegt in Mitteleuropa von Juni bis Juli und in Nordamerika von Ende Juni bis Ende August in einer Generation.

## Systematik
Linné beschrieb den Hochmoorgelbling 1760 als Papilio [Helicunius] Palaeno anhand zweier Männchen und eines Weibchen aus der Region Uppsala und aus Südfinnland, wo die Falter sehr selten bzw. sehr häufig waren. Der Hochmoorgelbling ist die einzige Art der Gattung in der Alten Welt, die an Heidelbeeren (Vaccinium) frisst. In Nordamerika fressen noch die Raupen von C. behrii, C. pelidne, C. skinneri und C. interior an Heidelbeeren, was darauf hindeutet, dass der Ursprung der Arten in Nordamerika liegt.
Zusammen mit C. aias, C. pelidne und C. skinneri bildet der Hochmoorgelbling den Colias palaeno-Artkomplex. C. aias wird von manchen Autoren als Unterart betrachtet.

### Unterarten
- palaeno ist die Nominatform. Sie ist oft blasser als die mitteleuropäische Unterart europome und kommt in Skandinavien (Norwegen, Schweden, Finnland), den baltischen Staaten, Belarus und Russland über den Ural bis in die Umgebung von Nowosibirsk vor. Funde liegen dort aus Nowosibirsk, Omsk und Tscheljabinsk vor. Die Form lapponica kommt in nördlichen Skandinavien und im polaren Ural vor und ist durchschnittlich kleiner und etwas dunkler auf der Hinterflügelunterseite, wahrscheinlich aufgrund der klimatischen Bedingungen. In Belarus, den baltischen Staaten und Nordost-Polen gibt es auch häufig gelbe Falter.[6]

- arctica Nordström, 1927 wird vorläufig als Unterart betrachtet und kommt im arktischen, nördlichen und nordöstlichen Sibirien vor. Es könnte aber auch ein Synonym für die nordamerikanische Unterart chippewa sein. orientalis wandert in die südlichen Gebiete von arctica ein, wo es Übergangsformen gibt. Nördlich von Bilibino gibt es keine Übergangsformen mehr und es fliegen nur die durchschnittlich blasseren arctica.[11] Die Falter fliegen im Juli und unterscheiden sich von orientalis in der geringeren Größe (38–40 mm). Der marginale Rand auf der Oberseite ist beim Männchen sehr schwarz und gräulich beim Weibchen. Die Unterseite der Hinterflügel ist beim Männchen stark grün bestäubt und beim Weibchen braun. Der runde silbrige Fleck ist sehr groß und unmerklich schwarz umrandet, er ist kleiner als bei orientalis, bei der das marginale Band schmaler und beim Männchen sehr schwarz und beim Weibchen grau ist.[12] Der Name arctica wurde 1908 von Ruggero Verity benutzt, allerdings an der vierten Stelle, entgegen den Regeln der Internationalen Regeln für zoologische Nomenklatur. Nordström benutzte ihn dann 1927 für die Unterart, weshalb er heute als Autor gesehen werden muss.[11]

- europome ( Esper, [1778]), ist die gelbe Unterart in West und Mitteleuropa. Falter aus den Alpen sind etwas kleiner als die vom Tiefland.[6] Sie wird von manchen Autoren nur als Form betrachtet. Die Form illgneri in den Zentralalpen hat zitronengelbe Weibchen.[2] Esper beschrieb in seinem Werk erneut C. paleano, die Beschreibung und die Abbildung ist jedoch die Goldene Acht (C. hyale) und seine Beschreibung und Abbildung von C. hyale ist in Wirklichkeit der Postillon (C. croceus). Europome ist eine der Danaiden, den 50 Töchtern des Danaus.[13]

- orientalis Staudinger, 1892, ist östlich des Jenissei und des Altai-Gebirges bis zur russischen Pazifikküste verbreitet. Im südlichen Teil des Verbreitungsgebietes kommt sie nur im Hochgebirge vor.[6]

- poktussani O. Bang-Haas, 1935, ist orientalis und sugitanii sehr ähnlich und kommt im Changbai-Gebirge im Grenzland zwischen China und Nordkorea vor. Die Falter haben eine Spannweite von 40–42 mm beim Männchen und 42–46 mm beim Weibchen. Die Saumbinde der Vorderflügel ist tiefschwarz und breiter als bei orientalis und schmaler als bei Colias aias, bei den Männchen ist der Vorderflügelinnenrand bis zur Hälfte schwarz. Sie fliegen im Juli.[14] Der Name leitet sich vom alten Namen Poktussan des Bergs Paektusan im Changbai-Gebirge ab, wo die Falter, die Bang-Haas für seine Beschreibung nutzte, auf 2500 Meter Höhe gefunden wurden.[15][Anmerkungen 1]

Colias palaeno poktussani
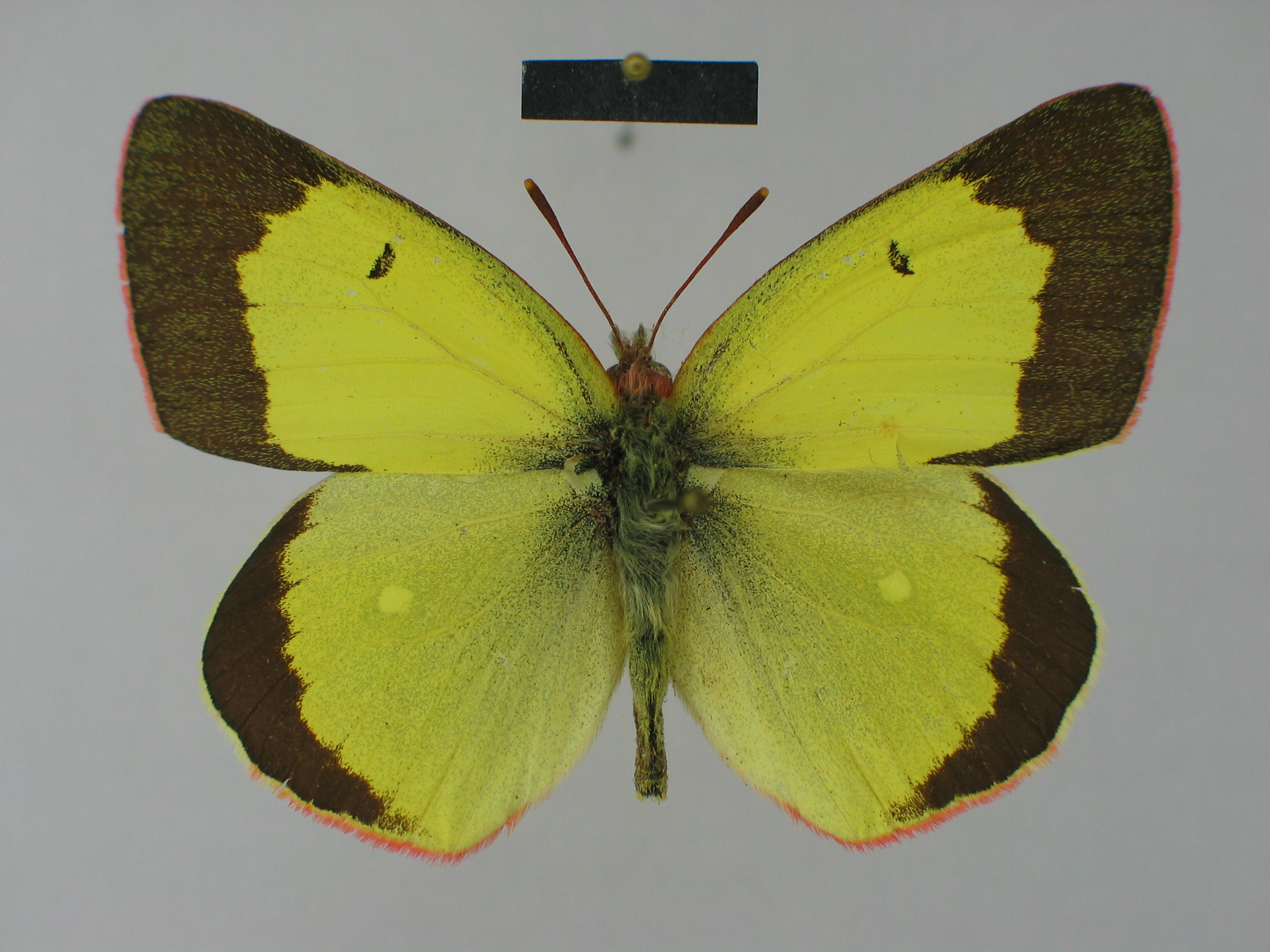
Männchen, Oberseite
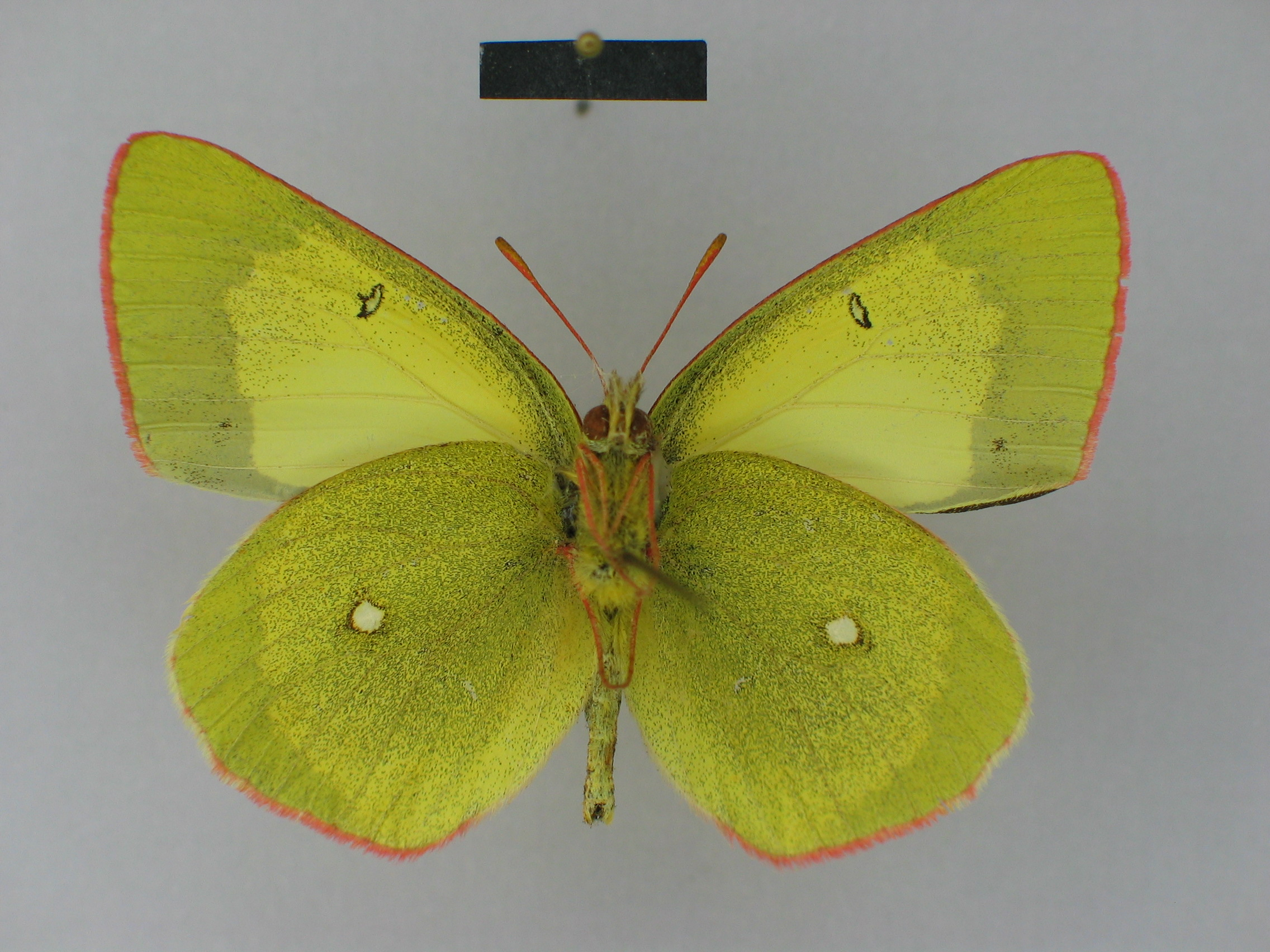
Männchen, Unterseite
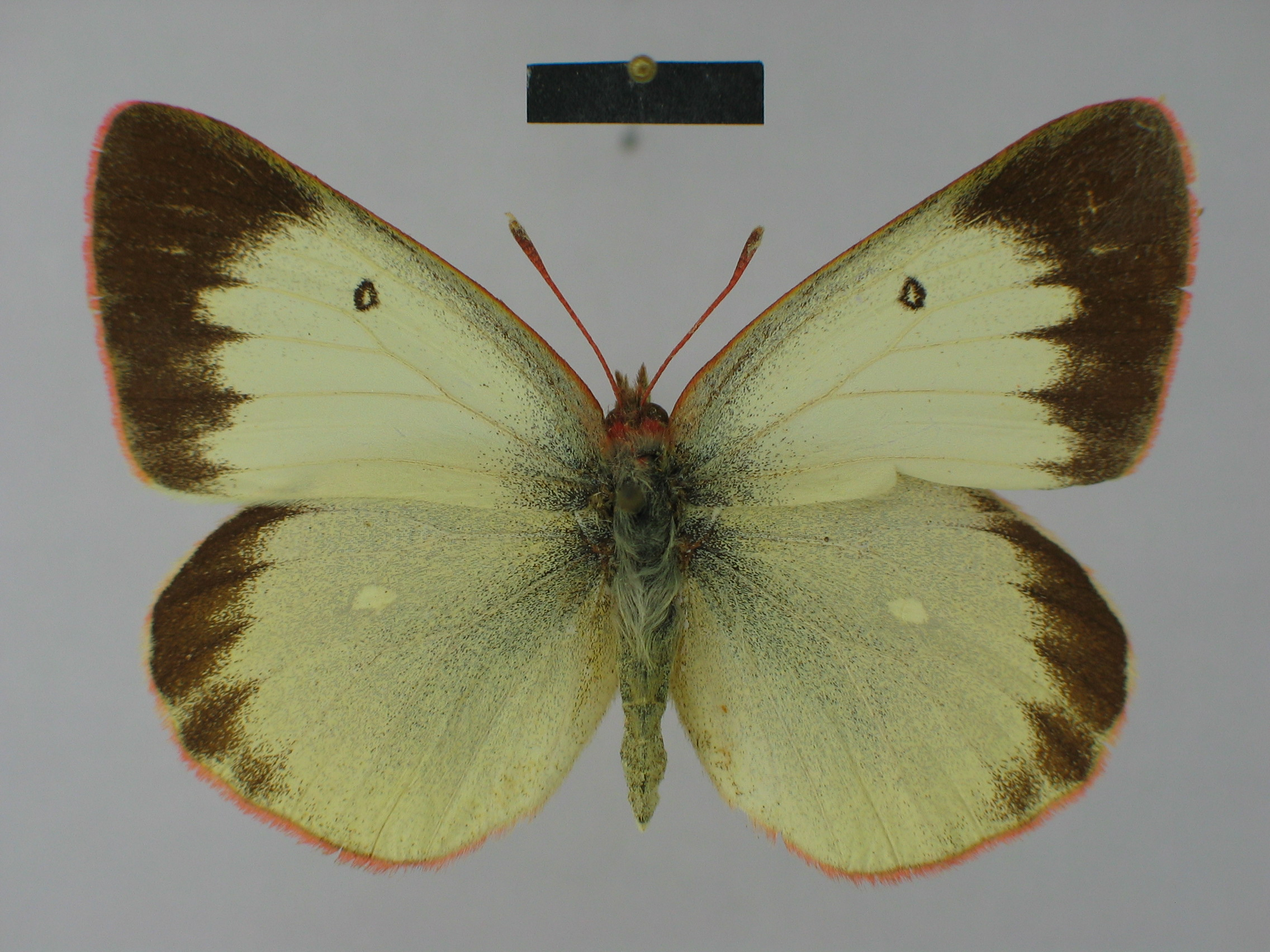
Weißes Weibchen, Oberseite
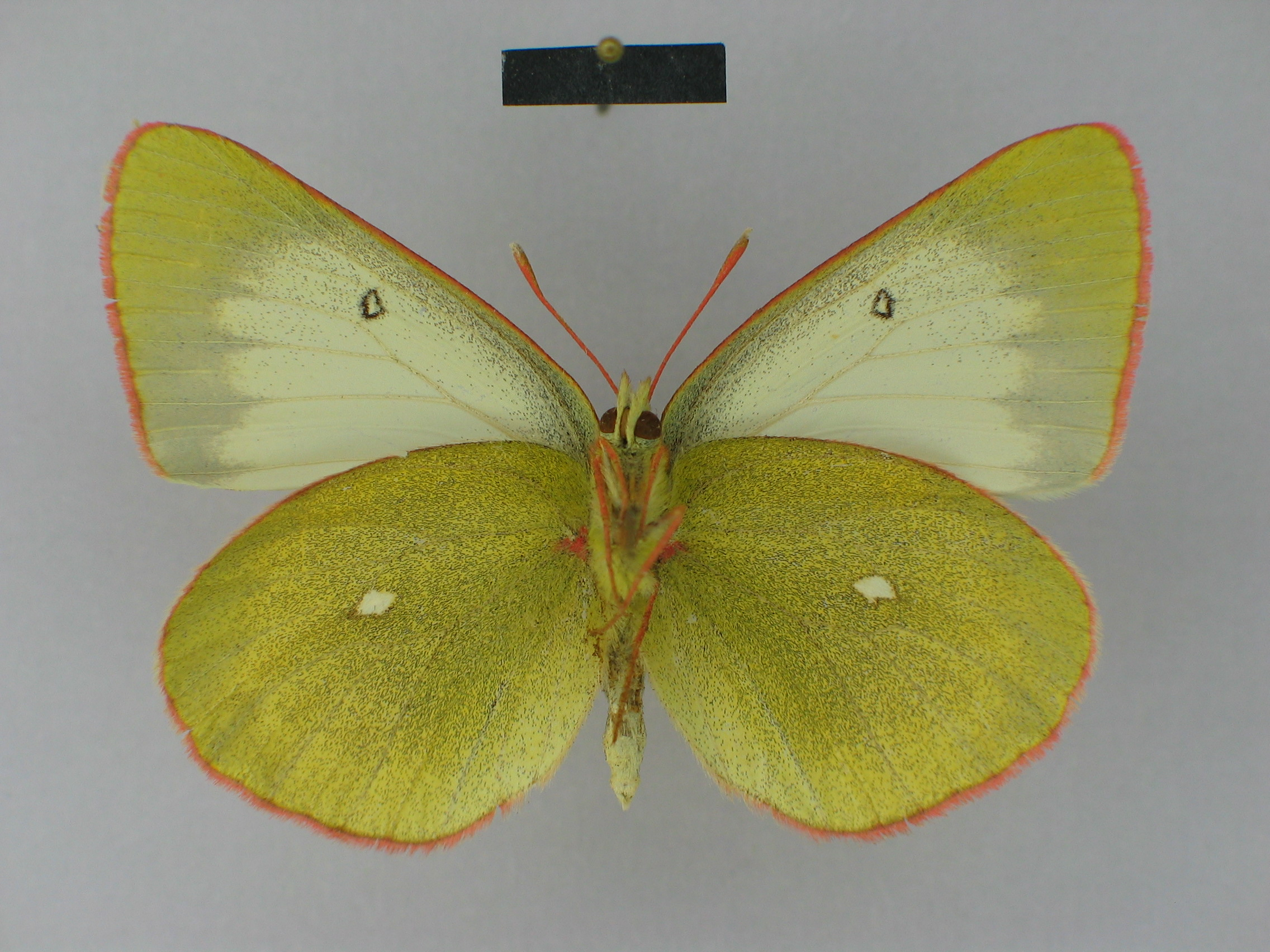
Weißes Weibchen, Unterseite

- sugitanii Esaki, 1929, ist poktussani und orientalis sehr ähnlich und fliegt im Hida-Gebirge in den nördlichen japanischen Alpen im Grenzgebiet der Präfekturen Nagano und Toyama unter anderem am Mida-ga-hara, Chou-ga-take, Gaki, Higashizawa, Johnen, Johnen-nokkoshi-Pass, Taro-dake (Taro-daira-Plateau), Tateyama, Tsubakuro, Yari-ga-take, Yakusi-dake und Taroudaira. Die andere in Japan vorkommende Art aus dem C. palaeno-Artkomplex Colias aias fliegt dagegen beim Asama-Vulkan im Grenzgebiet der Präfekturen Nagano und Gunma. Sugitanii fliegt über steilen Grashängen oder sumpfigen Hochebenen. Das Verbreitungsgebiet ist klein, die Art ist aber nicht gefährdet, da es unzugänglich ist. Die Unterart ist nach Iwahiko Sugitani benannt, der den Holotyp, ein Männchen, am 20. Juli 1922 am Berg Johnen-dake bei der Stadt Shinano fing. Ein Paratyp wurde von Tadao Kano am Berg Tsubakuro-dake in der Präfektur Nagano gefangen.[16]

- chippewa Edwards, W. H., 1807, kommt in Nordamerika bis auf die Baffininsel vor und ist kaum von nordsibirischen Tieren der Unterarten arctia und orientalis zu unterscheiden.[6] Die Männchen sind blass gelb mit breitem schwarzem Rand. Der zentrale Fleck auf der Hinterflügeloberseite ist meist blass gelb und selten orange und fehlt nur ganz selten. Auf der grünlichen Hinterflügelunterseite fehlt dem zentralen Fleck der Rand. Die weiße Form alba der Weibchen kommt häufig vor.[3] Sie wird manchmal als eigene Art betrachtet.

- baffinensis Ebner & Ferris, 1977 gleicht chippewa, ist aber dunkler und kommt nur auf der Baffininsel vor.[3]

### Synonyme
Synonyme von C. palaeno palaeno:
- cretacea Aurivillius, 1888. Der Name cretacea, von lateinisch creta (Kalk), wurde 1884 von Schilde für blasse Männchen und Weibchen benutzt. Aurivillius erhob sie 1888 zur Unterart, obwohl Schilde damit nur Aberrationen beschreiben wollte. Der Typenfundort ist im Norden Finnlands, in der Nähe der russischen Grenze.
- lapponica Staudinger, 1861 ist eine blasse und kleinere Form aus Lappland.[6]
- philomene Hübner, [1805] wurde wahrscheinlich anhand nur eines Falters beschrieben, der später bei einem Brand vernichtet wurde. Der Typenfundort ist nicht bekannt, wahrscheinlich stammte das Tier aus dem zentralen oder nördlichen Schweden.
- pruefferi Krzywicki, 1967 eine etwas gelbere Form in Nordost-Polen.[6]
- synonyma Bryk, 1923 kommt im selben Gebiet wie die Nominatform vor. Als Bryk die Art beschrieb, war der Typenfundort der Nominatform fälschlicherweise 1000 km nach Norden verschoben. Nur so konnte in diesem Gebiet eine neue Unterart beschrieben werden.[17]
- valeria Sievers, 1860 wurde anhand eines heute nicht mehr auffindbaren Falters aus der Umgebung von Sankt Petersburg beschrieben.

Synonyme von C. palaeno arctica Nordström, 1927
- gomojunovae Korshunov, 1996 wird von Grieshuber, Worthy und Lamas als Synonym betrachtet, da die Falter innerhalb der Variation von arctica liegen. Sie wurden im Oblast Magadan, im Nordwesten der Tschuktschen-Halbinsel bei Bilibino gesammelt.[18] Der Dedikationsnamen bezieht sich auf die russische Entomologin und Parasitologin Nina Petrovna Gomojunova (1933–1973), die am Biologischen Institut der sibirischen Abteilung der Russischen Akademie der Wissenschaften tätig war.[19]

Synonyme von C. palaeno chippewa W. Edwards, 1870
- helena W. Edwards, 1863. Der Name ist ein jüngeres Homonym von helena Herrich-Schäffer, 1844 und wurde durch chippewa Edwards, 1870 ersetzt.

Synonyme von C. palaeno europome Esper [1778]
- alpina Spuler, 1901 sind Populationen in den Hochlagen der Alpen und etwas kleiner (wie bei laponica wohl auch klimatisch bedingt).
- caflischi Caradja, 1893 ist eine ökologische Variante, die etwas kleiner und mehr grünlich gelb als die andere ökologische Variante europomene. Die Falter stammen aus der Umgebung des Fexergletschers im schweizerischen Fextal.[20]
- deprunneri Rocca, 1944 ist nach Leonardo de Prunner benannt. Die Falter wurden auf 2100 Meter Höhe in den Cottischen Alpen nahe der französischen Grenze gesammelt. Rocca gab den Status nicht klar an. Er beschrieb sie als Form unter der Überschrift Colias palaeno europomene O.[chsenheimer]
- europomene Ochsenheimer, 1816 ist eine alpine ökologische Form, die von etwa 1600 bis mindestens 2500 Meter Höhe vorkommt. Anhand welcher Falter sie beschrieben wurde, ist unklar. Ochsenheimer schrieb: „befindet sich in einigen Sammlungen unter dem Namen P. Europomene“. Die Falter sind kleiner, mit kräftigeren Farben und einer dunkleren Unterseite. Die gelben Weibchen kommen deutlich häufiger im Verhältnis zu den Weißen vor, im Vergleich zu Populationen aus niederen Lagen. Der Name könnte eine Verkleinerung von europome sein. Sie wurde erst im vierten Nachtrag von 1816 zu Ochsenheimers 1808 erschienenen Schmetterlinge von Europa beschrieben. Deshalb ist das Datum 1816 und nicht 1808 korrekt.[21]

Synonyme von C. palaeno orientalis Staudinger, 1892
- sachalinensis Matsumura, 1919 wurde von der Insel Sachalin beschrieben. Sie hat keinen Unterschied zu C. palaeno orientalis und ist auch nicht geografisch isoliert.[6]

Synonyme von C. palaeno poktussani O. Bang-Haas, 1935
- nekkana Matsumura, 1939 wird von Grieshuber, Worthy und Lamas vorläufig als Synonym betrachtet. Der Typen-Fundort ist nicht genau bekannt und liegt im Grenzgebiet zwischen den chinesischen Provinzen Hebei und Innere Mongolei.[22]

## Bestand, Gefährdung und Schutz

### Bestand
In den Ardennen ist der Hochmoorgelbling seit den 1950er Jahren ausgestorben. Versuche der Wiederansiedlung scheiterten hier genauso wie im Jura, wo er noch an wenigen Stellen vorkommt. In den Vogesen ist er wahrscheinlich ausgestorben. Esper fand die Falter noch zahlreich im Fichtelgebirge, sie sind dort aber schon lange ausgestorben, ebenso in der Niederlausitz. Auch im Erzgebirge sind bis heute viele Vorkommen erloschen und nur noch wenige im Mittel- und Westerzgebirge erhalten. Aus dem polnischen Niederschlesien gibt es noch aktuelle Nachweise. In Baden-Württemberg kommt er nur noch im mittleren und südöstlichen Schwarzwald und Hochschwarzwald, in Oberschwaben und im Westallgäuer Hügelland vor. Im Nordschwarzwald und auf der Baar sind die Vorkommen erloschen. Stark rückläufige Tendenzen gibt es in Bayern in den Hoch- und Zwischenmooren des voralpinen Hügel- und Moorlandes unter 800 Meter Höhe. Im Bayerischen Wald und in der Passauer Senke sind die Bestände noch recht stabil, ebenso im angrenzenden Böhmerwald. Auch im österreichischen Alpenvorland ist die Art sehr selten geworden, größere Rückzugsgebiete hat die Art etwa in den Hohen Tauern oder im Steirischen Ennstal (Pürgschachenmoor).
Die Ursachen für die starken Rückgänge in Deutschland seit den 1990er Jahren lassen sich nicht nur auf Biotopvernichtung und Lebensraumveränderungen zurückführen, da im Alpenvorland seitdem etwa 50 % der Bestände erloschen sind, auch in intakten Mooren.

### Gefährdung
In intakten Hochmooren ist der Hochmoorgelbling nie häufig, da die Rauschbeere nur in Randgebieten wachsen kann und nicht in den feuchten und durchnässten Kernbereichen. Durch die Vernichtung von Mooren und angrenzender Lebensräume ist er in Mitteleuropa stark gefährdet und die Bestände sind stark rückläufig und vielerorts schon verschwunden. Torfabbau und Entwässerung vernichtet die Lebensgrundlage der Raupen, durch Verbuschung verschwindet die Rauschbeere. Aufforstungen der Moorränder mit Fichtenmonokulturen und Umnutzung von Mähwiesen (Mähen vor Ende Juli) zerstören die Nahrungsquellen der Falter. Das Mikroklima an der Nahrungspflanze hat großen Einfluss auf die Mortalität der Jungraupen, von denen bis zur Überwinterung über 90 % sterben. Sie überleben häufiger, wenn sie die Pflanzen nicht mit anderen Pflanzenfressern teilen müssen, was bei feuchten Standorten häufiger der Fall ist. Eine leichte Beschattung erhöht die Überlebenschance, während zu starke Beschattung durch Sukzession massiv schadet, ebenso wie zu viel Trockenheit, etwa durch Entwässerung, Klimaerwärmung oder geringere Niederschläge. Zwar fördert dies die Ausbreitung der Rauschbeere und bringt eine hohe Individuenzahl hervor, diese kann aber durch die Trockenheit später wieder einbrechen. Im Winter ist eine Schneebedeckung von Vorteil, da dies die Austrocknung der Raupen verhindert, während Regen zu Fäulnis führen kann. Die Raupen überleben problemlos Temperaturen bis Minus 26 °C.
Rote Liste BRD: 2

Rote Liste Baden-Württemberg: 2

Rote Liste Bayern: 2

Liste rouge (Rote Liste) Frankreich: 1

Rote Liste Japan (2020): 2 Unterarten potentiell gefährdet (C. p. aias und C. p. sugitanii)
In Kanada ist der Hochmoorgelbling in Alberta mit Imperiled S2 (bedroht) und Critically Imperiled S1 (stark bedroht) eingestuft, in den anderen Provinzen und Alaska ist er nicht gefährdet.

### Schutz
Zum Schutz des Hochmoorgelblings in Mitteleuropa müssen die noch verbliebenen Moore großräumig geschützt werden. Eine Pufferzone von mindestens 150 Meter um die Moore ist erforderlich, um Nektar für die Falter zu liefern und um den Eintrag von Nährstoffen zu verringern, die zu einer Veränderung der Vegetation führen. Eine Mindestgröße von 10 ha ist für eine stabile Population notwendig. Schon geschädigte Moore können durch Schließen der Gräben wiedervernässt werden und müssen entbuscht werden, um den Raupen das Überleben zu erleichtern. Die Zugänge zu Nektarhabitaten müssen frei gehalten werden, Hindernisse in Form von Bäumen oder Buschgürteln sind zu entfernen. Wiesen in der Umgebung der Moore dürfen erst nach Ende der Flugzeit der Falter gemäht werden.